# Splendrillia lucida
Splendrillia lucida é uma espécie de gastrópode do gênero Splendrillia, pertencente a família Drilliidae.